# Rhaponticum coniferum

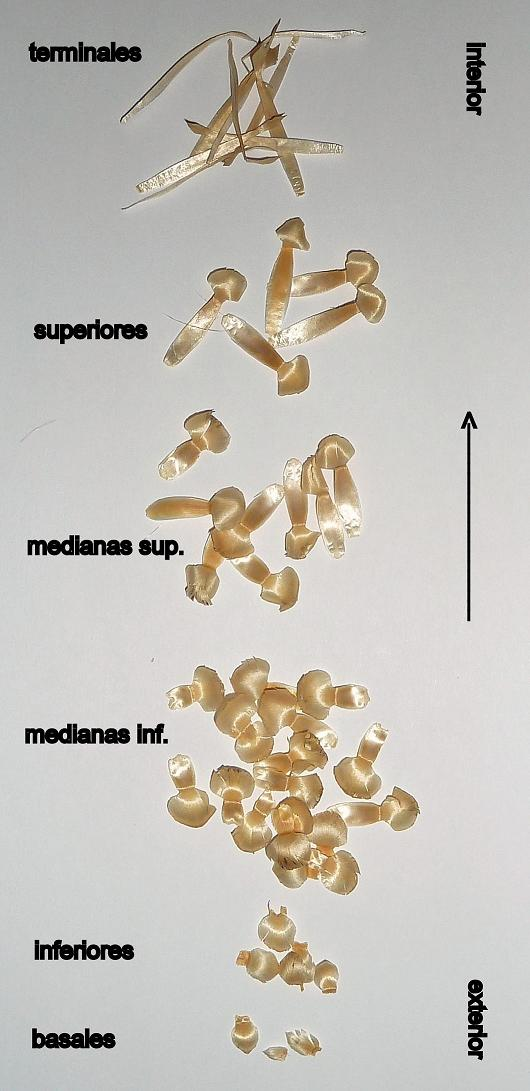
Los distintos tipos de brácteas involucrales.

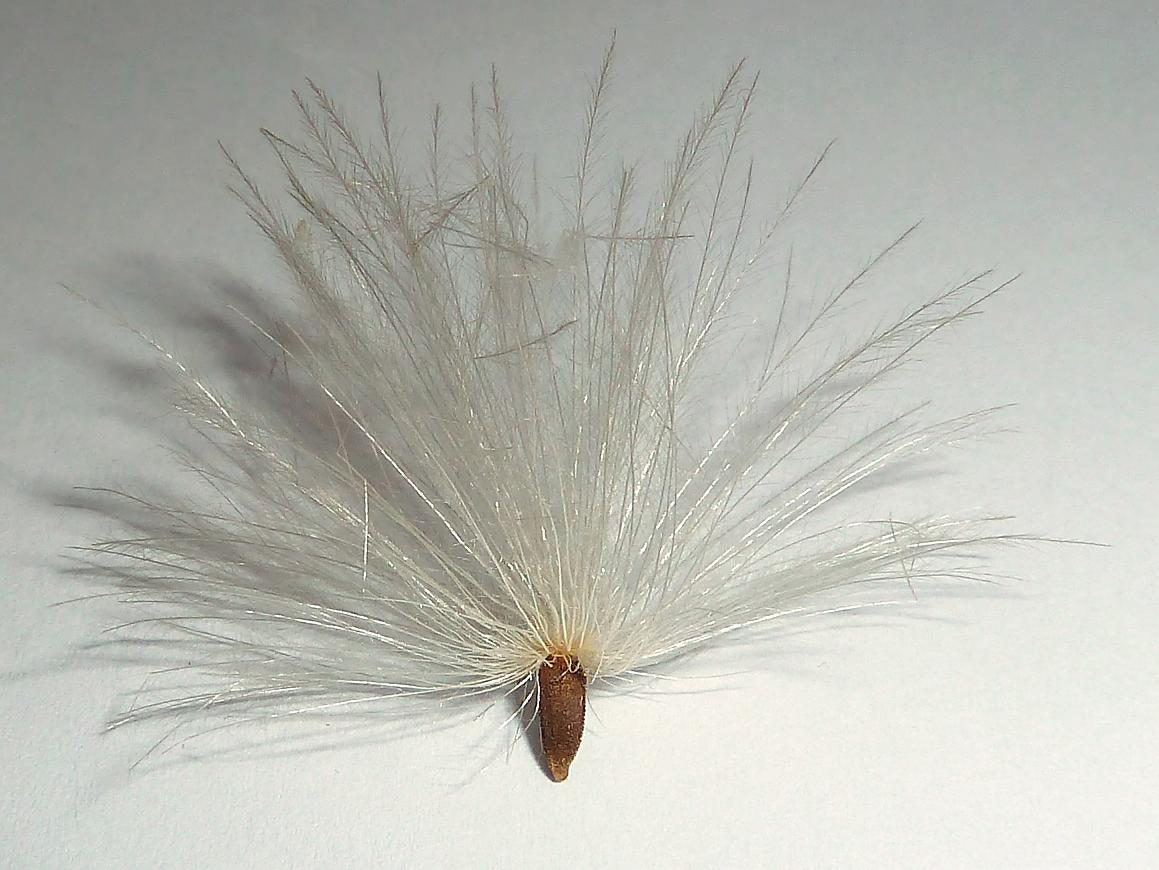
Cipsela tuberculada con vilano de largos pelos sedosos plumosos.

Rhaponticum coniferum, comúnmente llamada cuchara de pastor, es una especie del género Rhaponticum, anteriormente Leuzea, en la familia Asteraceae.

## Descripción
Es una planta herbácea perennifolia, gris-verdosa, de hasta medio metro de altura como mucho pero que usualmente ne pasa de los 30cm. Los tallos, erectos, son simples o ramificados, surcados longitudinalmente y con tomento blanco. Las hojas llegan a medir hasta 20 por 5cm pero son esparcidas y menores hacia la parte superior del tallo; las basales y medias generalmente pecioladas, la mayoría de las veces pinnatipartidas o pinnatisectas, con lóbulos más o menos lanceolados, menos frecuentemente enteras, de haz verde, con abundantes pelos y envés tomentoso blanco; las superiores semejantes pero habitualmente sésiles. Las capitulescencias son terminales y solitarios con un involucro de 2,5-5 por 2-4 cm, ovoide a globoso, sobrepasado por los flósculos, con brácteas papiráceas-coriáceas dispuestas en 10-15 series, gradualmente mayores del exterior hacía el interior, brutalmente ensanchadas en un apéndice apical escarioso, ocasionalmente lacerado, suborbicular que les da un aspecto de cuchara (de allí su nombre común de"cuchara de pastor"). Las más internas son lineares con un apéndice rómbico más o menos marcado. El receptáculo es cóncavo y profundamente alveolado poligonalmente, con tupidas páleas en cintas filiformes de color blanco-argénteo implantadas en los rebordes de las alveólas flosculares. La corola de los flósculos son de blancos a rosados, con el ápice de los pétalos frecuentemente purpúreo. Los frutos son aquenios oblongos de 3-5 por 2-3 mm, tuberculados y recorridos por 4 costillas longitudinales imperceptibles, de color pardo obscuro a negruzco, glabros y con largo vilano caedizo de 20-30 mm, de pelos plumosos blancos con largos cilios y soldados en la base en un anillo.

## Distribución y hábitat
Nativa y ampliamente distribuida en toda la península ibérica, aunque más escasa en la parte occidental, las Islas Baleares, Francia, incluido Corcega, Italia incluidas Cerdeña y Sicilia, Malta y el norte de África
Prospera en claros de bosque y matorral, taludes, pedregales, baldíos, etc., en substratos preferentemente básicos desde el nivel del mar hasta 1900 m de altitud.

## Citología
- Número de cromosomas: 2n=26[4]

## Taxonomía
Rhaponticum coniferum fue descrita por Linneo  y publicado originalmente como Centaurea conifera en Species Plantarum, vol. 2, p. 915, 1753. Werner Rodolfo Greuter la incluyó en el género Rhaponticum en Willdenowia, vol. 33(1), p. 61, en 2003. Anteriormente, Augustin Pyrame de Candolle había trasladado la especie al género Leuzea, de creación ad hoc, en Flore Française, ed. 3, t. 4, p. 109, en 1805. 
Taxonomía
- Rhaponticum: del Latín, construido a partir de los vocablos Rha, del griego Ρά, el Río Volga, y Pontīcus, -a, -um, el Ponto Euxino era, según Dioscórides, una planta de raíz negra del mar Negro y regiones limítrofes que, en el Pseudo Dioscórides, los romanos llamaron rhâ Pónticoum, y unos autores prelinneanos consideraron que ciertas especies de Rhaponticum correspondían a dicho rhâ Pónticoum romano.[1][6]
- coniferum: construido con los vocablos cōnus. -i, del griego χωνος, cono y fero, del griego φέρω, llevar, soportar, o sea 'que lleva un cono', en alusión a la forma cónica de capítulo.

Sinonimia
- Centaurea conifera L., 1753 (basiónimo)
- Centaurea pitycephala Brot., 1804
- Leuzea conifera (L.) DC., 1805 non Spreng., 1826[7]

## Nombres comunes
- Castellano: alcachofa silvestre, alcachofilla, alcalchofica, arcanciles, arzolla, cardo de arzolla, cardo del sol, cardo santo, cigala, cuchara de pastor, cuchara del pastor, cucharita de la Virgen, flor de árnica, guitarra, hierba de los pujos, picias, pinillo, pinochas, piña, piña de San Juan, piñas, piñetas, piñicas de monte, planta de la campanita, planta de la cucharita, pronóstico, raíz de la escursionera, zarzaparrilla. En cursiva los nombres más comunes/extendidos[8]